# 德大寺实则
德大寺实则（日语：／ Tokudaiji Sanetsune，1840年1月10日—1919年6月4日），是日本的政治家、贵族院议员和从一位公爵。他作为明治时代的旧公家在1871年至1877年担任侍从长兼宫内卿，之后在三条实美去世后成为第2任内大臣。